# Bisdom Kalibo
Het bisdom Kalibo (Latijn: Dioecesis Kalibensis) is een rooms-katholiek bisdom met als zetel Kalibo, op de Filipijnen. Het omvat de provincie Aklan. Het bisdom is suffragaan aan het aartsbisdom Capiz. 

## Geschiedenis
Het bisdom werd opgericht op 17 januari 1976, uit delen van het nieuw verheven aartsbisdom Capiz.  

## Parochies
Het bisdom had in 2021 een oppervlakte van 1.818 km2 en telde 888.000 inwoners waarvan 74,7% rooms-katholiek was.

## Bisschoppen
- Juan Nicolasora Nilmar (3 juni 1976 - 21 november 1992)
- Gabriel Villaruz Reyes (21 november 1992 - 7 december 2002)
- Jose Romeo Juanito Orquejo Lazo (15 november 2003 - 21 juli 2009)
- Jose Corazon Tumbagahan Tala-oc (25 mei 2011 - heden)

## Galerij van afbeeldingen

Wapen van het bisdom

Capiz (aartsbisdom) · Kalibo · Romblon